# ジャニーズ大運動会
ジャニーズ大運動会（ジャニーズだいうんどうかい）は、ジャニーズ事務所所属タレントが2チームに分かれて対抗戦を行うスポーツイベント。種目のメインとなるのはジャニーズ野球大会（ジャニーズやきゅうたいかい）。

## 概要
1994年に野球大会として始まり、2004年まで毎年秋に行われた。2004年は11月に新潟県中越地震チャリティー野球大会を開催した。以降イベントは途絶えたが2009年に復活。2011年には東日本大震災チャリティー野球大会を開いた。その後は2017年まで不定期で開催されていた。
種目の合間や大会の終了後にショータイムが行われ、出演者が持ち歌を歌う。

## 開催記録
東京ドームで開催。
※正式なイベント名は年によって異なる。
1994年10月10日「'94 エキサイティングベースボール」
木村拓哉率いるレッドジャイアンツと中居正広率いるホワイトライオンズが野球で対決。SMAP、TOKIO、忍者、佐藤敦啓、内海光司、赤坂晃、岡本健一に加え、KinKi KidsらジャニーズJr.が参加した。6対9でホワイトライオンズが勝利した。
1995年
1996年10月10日「ジャニーズ ALL STAR スポーツ夢の祭典」
1997年10月10日「ジャニーズ野球大会 in TOKYO DOME」
1998年10月25日「ジャニーズ&オールスター夢対決in大阪ドーム'98」
大阪ドームでの開催。スカイパーフェクTVで完全生放送された。
紅組のキャプテンは坂本昌行、白組キャプテンは城島茂がつとめ、TOKIO、KinKi Kids、V6、ジャニーズJr.の総勢110人が参加。リレーやミニサッカー、野球などを行い、100対150で白組が勝利した。
- MVP：堂本光一
- 優秀選手賞：長瀬智也・松岡昌宏・長野博

1999年10月10日「ジャニーズ&オールスタードリームマッチ1999 in 東京ドーム」
- MVP：松岡昌宏
- 優秀選手賞：坂本昌行・森田剛

2000年10月8日「ジャニーズ大運動会 in 東京ドーム」

- MVP：坂本昌行
- 優秀選手賞：国分太一・長瀬智也・滝沢秀明

2001年10月7日「ジャニーズ大運動会 in 東京ドーム」

- MVP：松岡昌宏
- 優秀選手賞：堂本光一・滝沢秀明・亀梨和也

2002年10月13日「ジャニーズ大運動会 in 東京ドーム」

- MVP：二宮和也
- 優秀選手賞：坂本昌行・松岡昌宏

2003年10月12日「ジャニーズ体育の日FAN感謝祭」
2004年、運動会の模様を収録した同名タイトルのVHS、DVDが、Johhnny's Web限定で発売された。
- MVP：岡田准一
- 優秀選手賞：二宮和也・亀梨和也

2004年11月12日「新潟県中越地震支援チャリティー ジャニーズ選抜スター野球大会 〜今僕たちにできること〜」
総勢60名のジャニーズタレントが、ファン3万人を無料招待し、会場に募金箱を設置して行ったチャリティーイベント 。集められた義援金と、映画会社ワーナー・ブラザースからの寄付金、さらにタレントらの寄付金は、被災地域の教育現場に届けられることとなった。
タレントらはセ・リーグとパ・リーグに分かれて野球で対戦し、監督は元プロ野球選手の宮本和知と佐々木修がそれぞれ務めた。試合は9対8でパ・リーグが勝利。
2009年12月13日「ファン感謝DAY 2009 ジャニーズ選抜大運動会」
総勢150名が参加し、亀梨和也がキャプテンで関東出身者中心の白組と、堂本光一がキャプテンの関西出身者の紅組に分かれて対戦した 。野球、サッカー、リレーで戦い、白組が勝利。
- MVP - 野球部門：亀梨和也、サッカー部門：中丸雄一
- ファインプレー賞 - 野球部門：山田涼介・今井拓哉、サッカー部門：北山宏光・有岡大貴、リレー部門：上田竜也・玉森裕太・森本慎太郎
- 健闘賞 - 野球部門：内博貴、サッカー部門：赤西仁
- 敢闘賞 - 野球部門：中山優馬、サッカー部門：知念侑李

2011年5月29日「Marching J ジャニーズチャリティー野球大会2011」
約200名のタレントが参加した野球大会。東日本大震災被災者支援プロジェクト「Marching J」関連企画。入場料等の総売上げから運営費を差し引いた額が義援金として寄付されることとなった。試合はJ-WHITEが勝利。
同年7月4日、フジテレビ系『おじゃマップ』で試合前の楽屋に香取慎吾が潜入する模様が放送された。
- 最優秀選手賞：亀梨和也
- 優秀選手賞：坂本昌行
- 敢闘賞：堂本光一・内博貴
- ファインプレー賞：河合郁人・今井翼
- チームプレー賞：岩橋玄樹・中山優馬・今井拓哉・北山宏光

2012年3月18日「ジャニーズJr.選抜 野球大会 2012春」
野球大会と銘打っているが4種目で対決し、総勢200名が参加した。野球とリレーは知念侑李率いるJ-REDが、サッカーとマラソンは山田涼介率いるJ-WHITEが勝利 。合計得点が高かったJ-REDが優勝した。
同年5月3日、フジテレビワンツーネクストで大会の模様が放送された。
以下、受賞者はすべて日テレNEWS24より
- MVP：知念侑李
- 最優秀選手賞 - 野球部門：中山優馬、サッカー部門：北山宏光、マラソン部門：佐藤勝利、リレー部門：中島健人
- 特別賞：戸塚祥太

2016年4月13日「"東京ドームに全員集合"みんなにサンキュー！ジャニーズ野球大会」
45名の出場者が野球で戦い、近藤真彦監督率いるJ.REDが8対6で東山紀之監督率いるJ.Whiteに勝利。選手以外のタレントも参加し総勢106名で開催。
以下、受賞者はすべてORICON NEWSより
- MVP：坂本昌行
- ファインプレー賞：髙橋優斗・亀梨和也・堂本光一
- 敢闘賞：中山優馬

2017年4月16日「ジャニーズ大運動会2017」
若手を中心とした総勢129名の出場者が上田竜也率いるJ-REDと中丸雄一率いるJ-WHITEに分かれて対決。野球、50m走、綱引き、PK、フリースロー、玉入れ、200mリレーなど過去最多8種目で対決し大会は6時間以上行われた。野球で11対10のサヨナラ勝ちをおさめ、最終種目の200mリレーでも勝利したJ-REDが、総合得点1070対862で優勝。
以下、受賞者はすべてORICON NEWSより
- MVP：髙地優吾、松村北斗、鈴木舜映、上田竜也（200mリレーのメンバー）
- 優秀選手賞 - 50mダッシュ：菅田琳寧、ベースボールバトル：岩橋玄樹、PKバトル：北山宏光、障害物ダッシュバトル：中間淳太、フリースローバトル：長妻怜央、200m選抜リレー：七五三掛龍也
- 敢闘賞：髙橋優斗・中山優馬
- 一番盛り上げたで賞：知念侑李